# Karabin maszynowy Hotchkiss Mle 1929
Hotchkiss Mle 1929 (fr. Mitrailleuse de 13.2 mm CA mle 1929; pol. najcięższy karabin maszynowy wz. 30) – francuski wielkokalibrowy karabin maszynowy.

## Historia
Pod koniec lat 20. we francuskiej wytwórni Société Anonyme des Anciens Etablissements Hotchkiss et Cie w oparciu o konstrukcję karabinu maszynowego Hotchkiss Mle 14 opracowano karabin maszynowy kal. 13,2 mm jako karabin przeciwlotniczy.
Do strzelania używano naboi z pociskami zwykłymi z rdzeniem ze stali półmiękkiej, przeciwpancernymi z rdzeniem ze stali twardej, przeciwpancernymi i smugowymi. Była to broń samoczynna działająca na zasadzie odprowadzania części gazów prochowych przez boczny otwór w lufie, zasilany z piętnastonabojowej taśmy sztywnej lub w wersji sprzężonej z magazynka pudełkowego o pojemności 30 nabojów zakładanego od góry. Posiadał celownik krzywiznowy z muszką lub celownik przeciwlotniczy Le Prieur.
Produkowany był w kilku wersjach:
- wersja lądowa – pojedynczy lub podwójnie sprzężone karabiny maszynowe na trójnożnej podstawie;
- wersja morska – pojedynczy lub podwójnie i poczwórnie sprzężone karabiny na stałej podstawie morskiej typu R4SM;
- wersja do pojazdów pancernych – pojedynczy karabin montowany w wieży.

## W Wojsku Polskim – nkm wz. 30
W latach 1933–1934 zakupiono we Francji 28 sztuk karabinów, które weszły na wyposażenie Wojska Polskiego pod oznaczeniem najcięższy karabin maszynowy wz. 30 (nkm wz. 30). W 10 z nich uzbrojono kompanię nkm plot w ramach 1 paplot. Stosowano do nich dwa typy podstaw trójnożnych, starszą o słabej stabilizacji – B, posiadano osiem sztuk i R1. W roku 1938 kompanię rozformowano. 16 nkm przeznaczono do prawych wież czołgów Vickers E. Tę odmianę zasilano z magazynka wkładanego od góry. Wycofano je z broni pancernej między 1936 a 1938 – prawdopodobnie w 1937 roku. W sierpniu 1939 roku na stanie było 29 sztuk. We wrześniu 1938 roku 24 nkm przekazano Marynarce Wojennej. W Marynarce Wojennej nkm był użytkowany między innymi na dwóch niszczycielach typu Grom: ORP „Grom” i ORP „Błyskawica” (2 × II), dwóch niszczycielach typu Wicher: ORP „Wicher” i ORP „Burza” (2 × II), stawiaczu min ORP „Gryf” (2 × II), kanonierkach typu Wodoriez: ORP „Generał Haller” i ORP „Komendant Piłsudski” (1 × II), okrętach podwodnych typu Wilk: ORP „Wilk”, ORP „Ryś" i ORP „Żbik”, trałowcu typu Jaskółka: ORP „Żuraw”oraz szkolnym okręcie artyleryjskim ORP „Mazur” (1 × II).

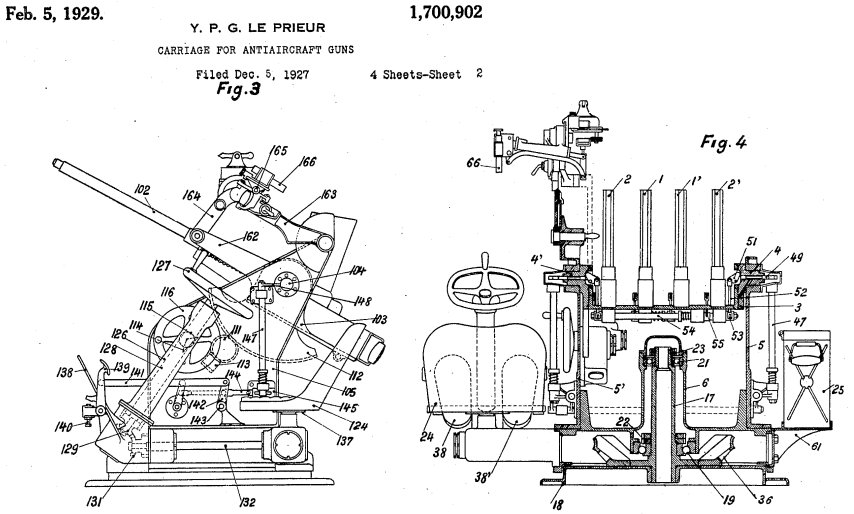
Karabin Hotchkiss wz. 30 poczwórnie sprzężony na podstawie morskiej